# Francis Russell, V duca di Bedford
Francis Russell, V duca di Bedford (Woburn, 23 luglio 1765 – Woburn, 2 marzo 1802), è stato un politico britannico.

## Biografia
Francis Russell era il figlio maggiore di Francis Russell, marchese di Tavistock, figlio a sua volta di John Russell, IV duca di Bedford, e di sua moglie, Elizabeth Keppel, figlia a sua volta di William Keppel, II conte di Albemarle.
Nel gennaio del 1771 succedette a suo nonno, al titolo di duca di Bedford, e fu educato alla Westminster School ed al Trinity College di Cambridge, dopo aver trascorso quasi due anni in viaggi all'estero.
Fu un deputato della camera dei Lords per il partito whig. Si oppose alla maggior parte delle misure portate avanti dal ministero di William Pitt, e si oppose alla concessione di una pensione a Edmund Burke.
Bedford era molto interessato all'agricoltura. Fece esperimenti per quanto riguarda l'allevamento di pecore. Fu un membro dell'originale Consiglio di Agricoltura, ed è stato il primo presidente del Club di Smithfield.
Morì a Woburn il 2 marzo 1802, e fu sepolto nella cappella di famiglia a Chenies. Il duca non si sposò mai, e gli succedette nel titolo dal suo fratello, John.

## Bloomsbury

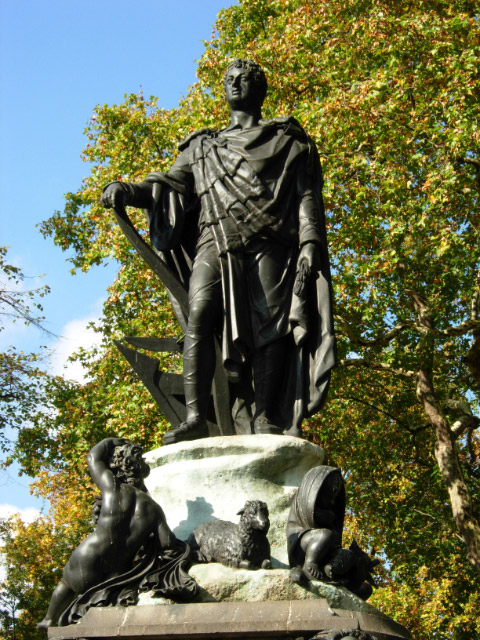
Statua di Francis Russell, di Richard Westmacott, in Russell Square.

Francis Russell è responsabile di gran parte dello sviluppo del centro di Bloomsbury, quartiere londinese. A seguito della demolizione di Bedford House sul lato nord di Bloomsbury Square, commissionò a James Burton (1761-1837), la realizzazione di una zona residenziale.
Russell Square è stata progettata come punto focale dello sviluppo per il quale commissionò a Humphry Repton il paesaggio, dopo il successo del suo lavoro per il duca nella sua tenuta Woburn. Una statua di Richard Westmacott fu eretta nel 1807 e attualmente si trova sul lato sud della piazza. Raffigura Francis Russell come un agricoltore con una mano su un aratro, spighe di grano nell'altra e le pecore ai suoi piedi.

## La passione per le corse dei cavalli
Bedford ebbe una particolare predilezione per le corse dei cavalli a Woburn Abbey ed ebbe un discreto successo alla sua epoca come allevatore e proprietario di cavalli da corsa. Arrivò ad averne ventuno nelle sue scuderie tra cui il più famoso fu senz'altro Skyscraper, il quale vinse l'Epsom Derby nel 1789. Bedford fu proprietario di altri due vincitori del Derby, Eager (1788) ed un altro cavallo senza nome nel 1794, oltre a due vincitori dell'Oaks, Portia (1788) e Caelia (1790).

## Ascendenza
|                                          |                                               |                                           | Genitori                                            |  |  | Nonni |  |  | Bisnonni                                |  |  | Trisnonni                     |  |
|                                          |                                               |                                           |                                                     |  |  |       |  |  | Wriothesley Russell, II duca di Bedford |  |  | William Russell, lord Russell |  |
|                                          |                                               |                                           |                                                     |  |  |       |  |  | Wriothesley Russell, II duca di Bedford |  |  | William Russell, lord Russell |  |
|                                          |                                               | lady Rachel Wriothesley                   |                                                     |  |  |       |  |  | Wriothesley Russell, II duca di Bedford |  |  |                               |  |
| John Russell, IV duca di Bedford         |                                               |                                           |                                                     |  |  |       |  |  | Wriothesley Russell, II duca di Bedford |  |  |                               |  |
|                                          |                                               | Elizabeth Howland                         | John Howland                                        |  |  |       |  |  |                                         |  |  |                               |  |
|                                          |                                               | Elizabeth Howland                         | John Howland                                        |  |  |       |  |  |                                         |  |  |                               |  |
|                                          |                                               | Elizabeth Howland                         | Elizabeth Child                                     |  |  |       |  |  |                                         |  |  |                               |  |
| Francis Russell, marchese di Tavistock   |                                               | Elizabeth Howland                         |                                                     |  |  |       |  |  |                                         |  |  |                               |  |
|                                          |                                               | John Leveson-Gower, I conte Gower         | John Leveson-Gower, I barone Gower                  |  |  |       |  |  |                                         |  |  |                               |  |
|                                          |                                               | John Leveson-Gower, I conte Gower         | John Leveson-Gower, I barone Gower                  |  |  |       |  |  |                                         |  |  |                               |  |
|                                          |                                               | John Leveson-Gower, I conte Gower         | lady Catherine Manners                              |  |  |       |  |  |                                         |  |  |                               |  |
| lady Gertrude Leveson-Gower              |                                               | John Leveson-Gower, I conte Gower         |                                                     |  |  |       |  |  |                                         |  |  |                               |  |
|                                          |                                               | lady Evelyn Pierrepont                    | Evelyn Pierrepont, I duca di Kingston-upon-Hull     |  |  |       |  |  |                                         |  |  |                               |  |
|                                          |                                               | lady Evelyn Pierrepont                    | Evelyn Pierrepont, I duca di Kingston-upon-Hull     |  |  |       |  |  |                                         |  |  |                               |  |
|                                          |                                               | lady Evelyn Pierrepont                    | lady Mary Feilding                                  |  |  |       |  |  |                                         |  |  |                               |  |
| Francis Russell, V duca di Bedford       |                                               | lady Evelyn Pierrepont                    |                                                     |  |  |       |  |  |                                         |  |  |                               |  |
|                                          | Arnold Joost van Keppel, I conte di Albemarle | Oswald van Keppel                         |                                                     |  |  |       |  |  |                                         |  |  |                               |  |
|                                          | Arnold Joost van Keppel, I conte di Albemarle | Oswald van Keppel                         |                                                     |  |  |       |  |  |                                         |  |  |                               |  |
|                                          | Arnold Joost van Keppel, I conte di Albemarle | Anna Geertruid van Lintelo                |                                                     |  |  |       |  |  |                                         |  |  |                               |  |
| Willem van Keppel, II conte di Albemarle | Arnold Joost van Keppel, I conte di Albemarle |                                           |                                                     |  |  |       |  |  |                                         |  |  |                               |  |
|                                          |                                               | Geertruid Johanna de Quirina van der Duyn | Adam van der Duyn                                   |  |  |       |  |  |                                         |  |  |                               |  |
|                                          |                                               | Geertruid Johanna de Quirina van der Duyn | Adam van der Duyn                                   |  |  |       |  |  |                                         |  |  |                               |  |
|                                          |                                               | Geertruid Johanna de Quirina van der Duyn | Geertruid Pieterson                                 |  |  |       |  |  |                                         |  |  |                               |  |
| lady Elizabeth Keppel                    |                                               | Geertruid Johanna de Quirina van der Duyn |                                                     |  |  |       |  |  |                                         |  |  |                               |  |
|                                          |                                               | Charles Lennox, I duca di Richmond        | Charles II, re d'Inghilterra, di Scozia e d'Irlanda |  |  |       |  |  |                                         |  |  |                               |  |
|                                          |                                               | Charles Lennox, I duca di Richmond        | Charles II, re d'Inghilterra, di Scozia e d'Irlanda |  |  |       |  |  |                                         |  |  |                               |  |
|                                          |                                               | Charles Lennox, I duca di Richmond        | Louise Renée de Penancoët de Kérouaille             |  |  |       |  |  |                                         |  |  |                               |  |
| lady Anne Lennox                         |                                               | Charles Lennox, I duca di Richmond        |                                                     |  |  |       |  |  |                                         |  |  |                               |  |
|                                          |                                               | hon. Anne Brudenell                       | Francis Brudenell, lord Brudenell                   |  |  |       |  |  |                                         |  |  |                               |  |
|                                          |                                               | hon. Anne Brudenell                       | Francis Brudenell, lord Brudenell                   |  |  |       |  |  |                                         |  |  |                               |  |
|                                          |                                               | hon. Anne Brudenell                       | lady Frances Savile                                 |  |  |       |  |  |                                         |  |  |                               |  |
|                                          |                                               | hon. Anne Brudenell                       |                                                     |  |  |       |  |  |                                         |  |  |                               |  |